# Ovidijus Verbickas
Ovidijus Verbickas (ur. 4 lipca 1993 w Wiłkomierzu) – litewski piłkarz grający na pozycji środkowego pomocnika w klubie FK Žalgiris Wilno.

## Kariera klubowa
Karierę rozpoczął w FK Rotalis, skąd 1 sierpnia 2011 roku przeszedł do Zenitu Sankt Petersburg. Dwa i pół roku później odbył transfer do Atlantas Kłajpedy, gdzie przebywał 9 miesięcy. Następnie 1 stycznia 2015 roku zmienił klub na Marbella FC, z której 7 miesięcy później powrócił do Atlantasu Kłajpedy. W 2015 roku jego drużyna zajęła 3. miejsce w A Lyga, natomiast w 2016 r. 4. miejsce. 12 lutego 2017 roku został zawodnikiem Sūduvy Mariampol. W 2017 i 2018 roku uzyskał tytuł Mistrza Litwy. 21 stycznia 2020 podpisał kontrakt z FK Taraz.

## Kariera reprezentacyjna
Karierę reprezentacyjną rozpoczął jako siedemnastoletni zawodnik w Reprezentacji Litwy do lat 19, gdzie zadebiutował 27 czerwca 2011 roku, w meczu przeciwko Finlandii. Następnie 28 czerwca zagrał w meczu przeciwko Estonii, a 30 czerwca przeciwko Łotwie.
19 stycznia 2013 rozegrał całe spotkanie w meczu Litwy U-21 przeciwko Ukrainie.
W Reprezentacji Litwy zadebiutował w spotkaniu przeciwko Rosji. 